# Whipple Van Buren Phillips
Whipple Van Buren Phillips (22 de noviembre de 1833 – 28 de marzo de 1904) fue un empresario estadounidense de Providence, Rhode Island, que también tuvo negocios mineros en Idaho. Es, quizá, más conocido por ser el abuelo de H. P. Lovecraft, a quien apoyó y animó para que desarrollara un gran interés por la literatura, especialmente en la literatura clásica y poesía inglesa.

## Vida
Quedó huérfano a los catorce años tras la muerte de su padre, Jeremiah, en un accidente industrial. Se casó con Robie (o Roby) Alzada Place el 27 de enero de 1856. La pareja tuvo cinco hijos:
- Lillian Delora Phillips (1856–1932)
- Sarah Susan Phillips (1857–1921), madre de H. P. Lovecraft
- Emeline Estella Phillips (1859–1865)
- Edwin Everett Phillips (1864–1918)
- Annie Emeline Phillips (1866–1941)

Se enriqueció con la invención de una máquina industrial y dirigió con éxito una serrería en el pueblo de Greene, cuyo nombre era un homenaje a un héroe de la Guerra de Independencia de los Estados Unidos, Nathanael Greene. En 1874 la vendió y se trasladó a Providence, donde trabajó en varios departamentos públicos y formó parte de diversas organizaciones de Providence, incluyendo la Masonería. Dirigió la exitosa Owyhee Land and Irrigation Company. En 1900, sin embargo, el derrumbe de una presa construida por su compañía en el Río Snake, Idaho, y de la que la reemplazó le obligó a vender propiedades personales para evitar la ruina completa.
La noche del domingo 27 de marzo de 1904, mientras visitaba a un amigo, Alderman Gray, sufrió un “ataque de parálisis”. Falleció el día siguiente, cerca de la medianoche, en su casa del 454 de Angell Street.